# Apomecyna rufipennis
Apomecyna rufipennis là một loài bọ cánh cứng trong họ Cerambycidae.